# Wahmbeck (Bodenfelde)

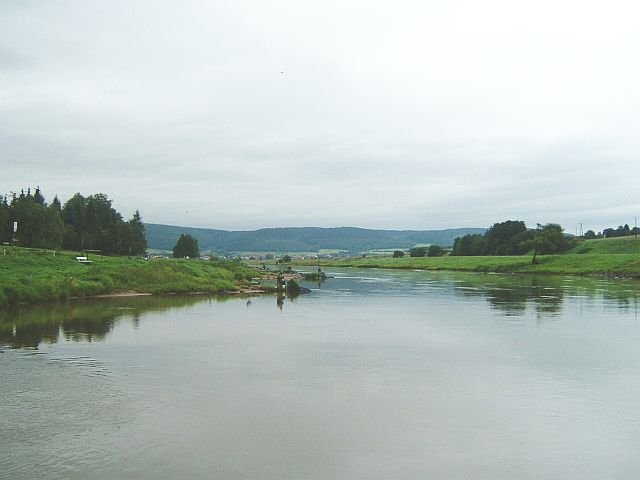
Blick von der Weserfähre bei Wahmbeck

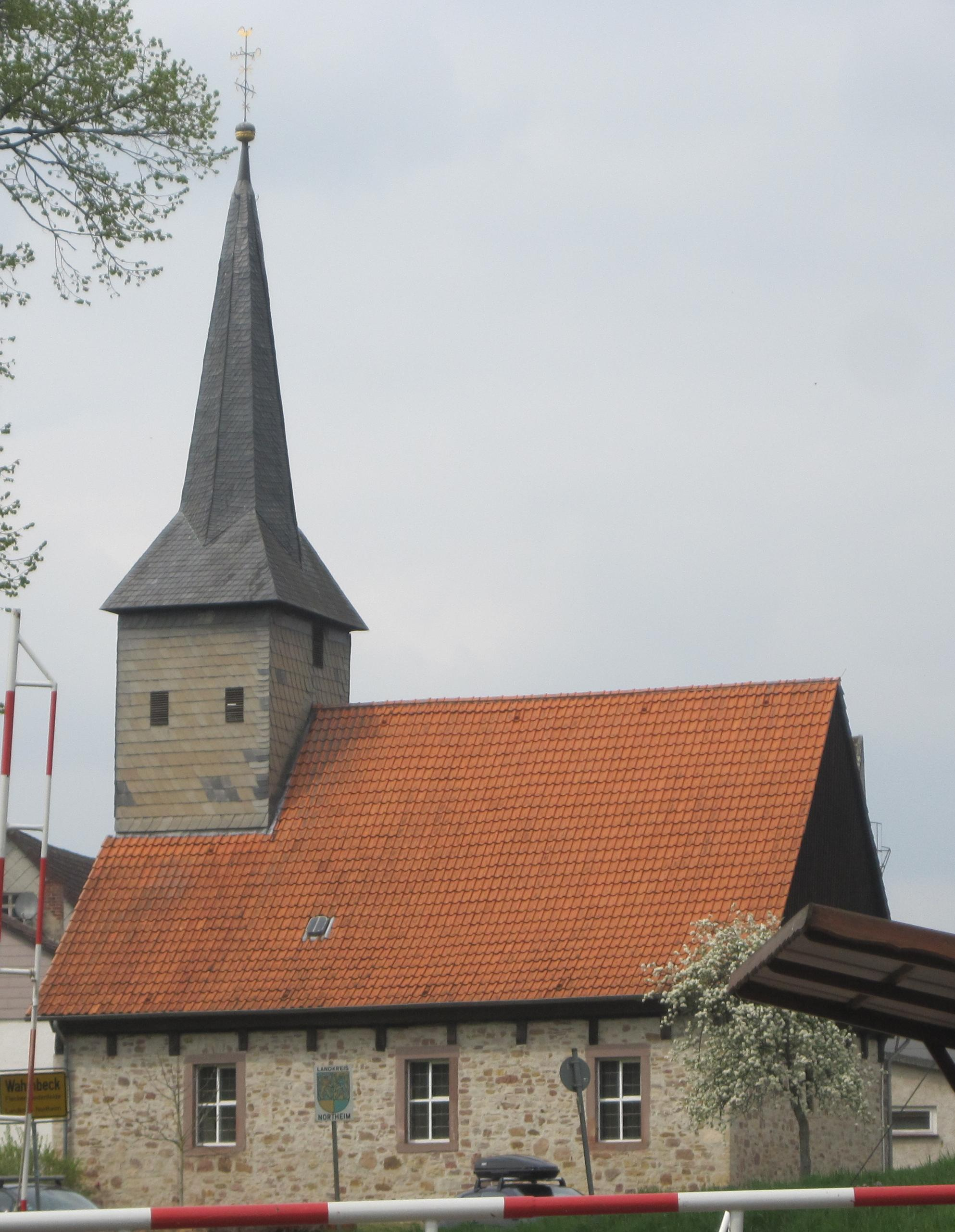
Christopheruskirche

Wahmbeck ist eine Ortschaft des Fleckens Bodenfelde im Landkreis Northeim, Niedersachsen (Deutschland).
Im Dorf Wahmbeck, das sich auf einem Gemarkungsgebiet von rund 5,98 km² Fläche erstreckt, leben 556 Einwohner, womit es nach Bodenfelde die zweitgrößte Ortschaft des gleichnamigen Fleckens ist.

## Geographie
Wahmbeck liegt in Südniedersachsen an den Südausläufern des Sollings im Oberen Wesertal. Der Kernort Bodenfelde befindet sich rund 2,5 km östlich, Bad Karlshafen etwa 5 km westlich, die Kreisstadt Northeim zirka 32 km ostnordöstlich (Entfernungen jeweils Luftlinie).
Das direkt am rechten bzw. nördlichen Ufer der Weser gelegene Wahmbeck befindet sich auf rund 105 m ü. NN. Zu den Bergen nahe der Ortschaft gehören der Hilkenberg (183 m) mit dem sich daran anschließenden Wahmbecker Strang (186 m) im Nordwesten, der Kahlberg (224,7 m) im Nordosten und der jenseits der Weser befindliche Kuhläger Kopf (290,5 m) im Südosten.
Wahmbeck teilt sich mit dem Flecken Bodenfelde einen großen Teil des Weserumlauftals rund um den Kahlberg der Gemarkung.

## Geschichte
Es ist zu vermuten, dass diese günstige Stelle an der Weser zwischen Solling und Reinhardswald bereits in germanischer Zeit besiedelt war. Es wird davon ausgegangen, dass dort, wo später die Fähre eingerichtet wurde, früher eine Furt war in der man bei Niedrigwasser mit Pferd und Wagen die Weser überqueren konnte.
In einer Urkunde namentlich erwähnt wurde Wahmbeck zuerst am 2. November 1031. In der „Vita Meinwerci Episcopi Patherbrunnensis“, der Lebensbeschreibung des Bischofs Meinwerk von Paderborn (1009–1035), wird Wahmbeck aufgezählt in einer Liste von Orten, die der Bischof für sein Bistum in Besitz nehmen konnte. Es wird angenommen, dass Wahmbeck zu diesem Zeitpunkt noch sehr klein war, als sie im Jahre 1031 den Streubesitz des Paderborner Bischofs vermehrte, da genauere Angaben in der Beschreibung fehlten.
Eine besondere Rolle in der mittelalterlichen Geschichte des Ortes kam der nur fünf Kilometer vom jenseitigen Weserufer entfernten Benediktinerabtei Helmarshausen zu, die 1017 an das Bistum Paderborn gefallen war: In einer Urkunde des Papstes Coelestin III. aus dem Jahre 1192 werden die Rechte des Klosters Helmarshausen an der Siedlung „Wanbeche“ bestätigt. Es wird darin ausgesagt, dass der Besitz aus einer Schenkung des Paderborner Bischofs Poppo herrührt und Wahmbeck schon zwischen 1076 und 1084 Kirchdorf gewesen ist.
Die heute noch anzutreffende Flurbezeichnung „Weingärten“ weist darauf hin, dass an dem nordwestlich gelegenen Hang Wein angebaut wurde. Als sicher kann gelten, dass es Helmarshäuser Mönche waren, die hier den ersten Wein angebaut hatten.
Im Ersten Weltkrieg hat sich hier das Lager Wahmbeck, ein Offiziersgefangenenlager, befunden.
Seit dem 1. März 1974 ist die ehemals selbständige Gemeinde ein Ortsteil der im Rahmen der kommunalen Gebietsreform neu geschaffenen Einheitsgemeinde Bodenfelde. Bis Ende 2010 war Wahmbeck staatlich anerkannter Erholungsort.

### Ortsnamen
Im Laufe der Jahrhunderte sind einige Schreibweisen des Ortsnamens überliefert: Wambeke (1192), Wameke (1350), Wanbecke (1437), Wamke (1588), Wambeke (1616), Wanebeck (1713).

## Politik

### Ortsrat
Der Ortsrat, der Wahmbeck vertritt, setzt sich aus neun Ratsfrauen und Ratsherren zusammen.
Bei der Kommunalwahl 2021 ergab sich folgendes Ergebnis und folgende Sitzverteilung:
| Ortsrat 2021Insgesamt 9 Sitze - SPD: 4 - NGB: 1 - CDU: 4 | Ortsratswahl 2021Wahlbeteiligung: 74,79 % 50403020100 47,65 %44,62 %7,73 % CDUSPDNGBcAnmerkungen:c Neue Gruppe Bodenfelde |

### Bürgermeister
Bei der konstituierenden Ortsratssitzung am 4. November 2021 ist Christian Ilsemann als Ortsbürgermeister gewählt worden, 1. Stellvertreterin Julia Dannenberg, 2. Stellvertreter Rainer Otto. Es wurde sich einstimmig darauf geeinigt, dass sich alle in den Ortsrat gewählten nur dem Orte selber und dessen Vorankommen verpflichtet fühlen und dass spezifische Parteiinteressen nachrangig sind.

## Verkehr
Von Bodenfelde führt nördlich um den Kahlberg herum die Kreisstraße 447 und eine entlang der Weser führende Nebenstraße nach Wahmbeck, die beide an der Weser enden. Hier befindet sich eine im Sommerhalbjahr verkehrende Gierseilfähre, die den Fluss in Richtung Süden zur Bundesstraße 80 bei Gewissenruh überquert.

## Wirtschaft und Tourismus
Die Landwirtschaft spielt in Wahmbeck mittlerweile eine untergeordnete Rolle: Als Ergebnis des Strukturwandels in der Landwirtschaft gibt es in Wahmbeck nur noch 2 Vollerwerbsbetriebe sowie einige Nebenerwerbslandwirte. Industriebetriebe sind im Ort nicht vorhanden.
Durch seine Lage am prämierten Weserradweg (Deutschlands beliebtester Radfernweg) werden zunehmend touristische Impulse gesetzt. Neben den Aktivitäten im Wassersport, Wandern und Mountainbiking wird in Wahmbeck die Möglichkeit geboten Minigolf zu spielen. Die Weser bei Wahmbeck ist zudem ein gern genutztes Anglerrevier.
Bei Flusskilometer 35,8 befindet sich benachbart zur Gierseilfähre ein Bootsanleger für Ruderer und Paddler, um auch Wassersportlern ein komfortables ein- und aussteigen zu ermöglichen.
In dem ruhig gelegenen Weserdorf stehen Touristen Gästebetten in verschiedenen Ferienwohnungen und Ferienwohnanlagen zur Verfügung. Der Schwerpunkt liegt im Bereich der Kurztouristik, aber auch längere Aufenthalte im wunderschönen Weserbergland sind hier möglich.